# スペンサーズオーディナリーの戦い
スペンサーズオーディナリーの戦い （英: Battle of Spencer's Ordinary）は、アメリカ独立戦争後半の1781年6月26日にバージニア州ウィリアムズバーグ近くで起こったアメリカ大陸軍とイギリス軍との小戦闘である。大陸軍はラファイエットが派遣したリチャード・バトラー大佐の部隊、イギリス軍はチャールズ・コーンウォリスが派遣したジョン・グレイブス・シムコー中佐の部隊が、ウィリアムズバーグからさほど遠くない道路の交差点にあったスペンサーの酒場近くで衝突した（オーディナリー（Ordinary）は古語で酒場、定食屋を意味した）。
ラファイエットの部隊はバージニア中部からウィリアムズバーグに向けて移動するコーンウォリスの部隊に付きまとっていた。シムコーの部隊がコーンウォリスの本隊から分離されていたことを知ると、その動きを遮断するためにバトラーの部隊を送った。双方の部隊は互いにその本隊が援軍に来るのではないかと心配しながらも戦闘に入った。

## 背景
1781年5月、チャールズ・コーンウォリスの部隊は南北カロライナで長い間作戦行動を行った後で、バージニアのピーターズバーグに到着した。到着したときに率いていた1,400名の部隊に加えて、既にバージニアでベネディクト・アーノルドの指揮下にあった3,600名の指揮を引き継ぎ、さらにニューヨーク市から派遣された援軍約2,000名が合流した。これに対抗したのは当時リッチモンドに居たラファイエットの率いる大陸軍だったが、その勢力はやっと3,000名ほどであり、その中には戦闘経験の足りない民兵が大勢居るために、かなり勢力が劣っていた。アーノルドの前任者ウィリアム・フィリップス（コーンウォリスの到着する1週間前に死んでいた）に与えられていた命令に従い、コーンウォリスは革命側を支援するバージニアの勢力を殺ぐことと、ラファイエットの部隊を追うことに務めた。
コーンウォリスはその勢力的な優勢を生かしてバージニア中部の経済、軍事および政治の標的を襲撃するために分遣隊を派遣していたが、ラファイエットはおよそ1か月もコーンウォリス軍との衝突を避けていた。その後コーンウォリスはその軍を東に転じてウィリアムズバーグに進んだ。大陸軍のアンソニー・ウェイン将軍の率いる援軍とウィリアム・キャンベルの率いる民兵隊を加えて約4,000名となったラファイエット隊はコーンウォリス軍の後を追った。勢力が増したことで強気になったラファイエットは、コーンウォリスが送る食料調達や襲撃のための分遣隊に対抗するために自軍からも分遣隊を派遣した。このような分遣隊は様々な連隊から選抜された部隊で構成されていた。通常ラファイエット軍の前衛に使われた中にはウィリアム・マクファーソン大尉のペンシルベニア騎兵と歩兵の混成部隊、およびリチャード・コール少佐とジョン・ウィリス少佐の指揮するバージニア・ライフル銃狙撃兵中隊があった。

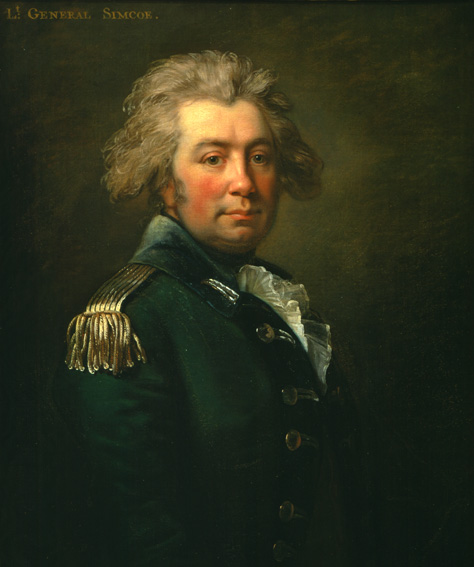
ジョン・グレイブス・シムコー
クィーン・レンジャーズの制服姿
ジャン・ローレン・モスニエ画、1791年

ラファイエットはウェインとキャンベルの部隊が加わった後、コーンウォリス軍の部隊との会戦を望んだが、必ずしも全軍での衝突は望んでいなかった。コーンウォリス軍がウィリアムズバーグに近づくと、ジョン・グレイブス・シムコー中佐とそのクィーン・レンジャーズ隊がチカホミニー川沿いの船を破壊し物資を調達するための襲撃から戻っているという情報がラファイエットとウェインのもとに入った。シムコーの部隊にはレンジャーズに加えてヨハン・エヴァルト大尉とヨハン・アルタウス大尉の率いるヘッセン＝カッセルからの猟兵数個中隊が加わっていた。6月25日夜、ウェインはリチャード・バトラー大佐の前衛隊にマクファーソン、コール、ウィリスの部隊を加え、シムコー隊の遮断に送り出した。マクファーソンの指揮する約50名の竜騎兵と50名の歩兵の前衛隊が、ウィリアムズバーグの北約6マイル (10 km) の道路交差点にあった酒場、スペンサーのオーディナリー近くでシムコーの前衛隊に追いついた。

## 戦闘

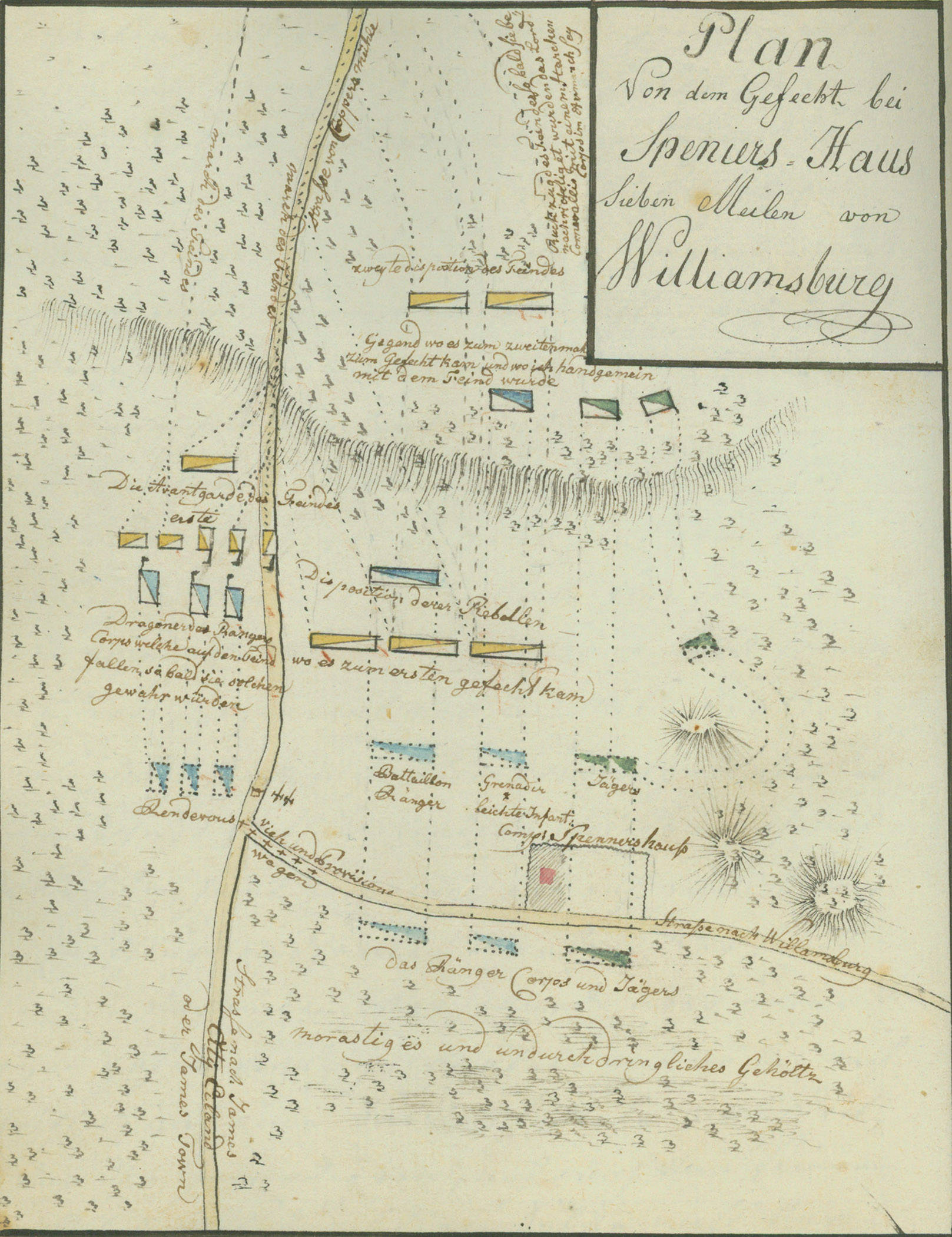
ヨハン・エヴァルトが描いた戦場の地図。大陸軍は黄色、イギリス軍は青色で示されている。

シムコー隊は道路をウィリアムズバーグ方面に進んでおり、リチャード・アームストロング少佐の歩兵と猟兵が牛の群れを護衛しており、シムコーとその騎兵隊は約1時間の遅れで進んでいた。その部隊はスペンサーのオーディナリーで再集合し、休息のために停止していた。シムコーは地域にある塀が「偽装工作を行うために絶好の場所になった」ので、それらを壊しておくように命じていた。この部隊が休息している間に、ロイヤリストの幾らかは地域に見つけられる牛をさらに集めようと出て行き、また騎兵はその馬に餌をやるために近くの農園に行っていた。マクファーソンの部隊がその騎兵達に出くわし、その哨兵が本隊に警報を送った。シムコーの騎兵隊がマクファーソンの隊列に突撃しこれを蹴散らした。マクファーソンとその部下の多くは混乱の中で乗馬を失い、バトラーの本隊の先鋒が到着する前に数人が捕虜になった。シムコーはその歩兵の大半に騎兵隊を援護するために駆けつけるよう命じ、猟兵と軽歩兵を到着する敵部隊の側面を衝けるように右手にある森の中に送った。シムコーは捕まえた捕虜を尋問することで、ラファイエットがそれほど遠くに居ないことを知った。シムコーはコーンウォリスに伝令を送り、牛の護衛隊はウィリアムズバーグに進ませ、防衛点として道路に木を切り倒してバリケードにするよう命令した。さらに高台に実際よりも多くの兵士が戦列を作っているように大陸軍に思い込ませるように計算して自隊の隊列を組ませた。バトラーの本隊が到着すると、シムコーは歩兵に突撃を命じた。これでバトラー隊の第一波を近くの森の中に追い込み、森からは猟兵がそれらの兵を追い出した。しかし、バトラーの部隊は前進を続けた。シムコーは騎兵隊に突撃を命じ、より大きな部隊が到着している印象を与えるために野砲を発砲させた。この突撃でバトラー隊を後退させ、両軍の間が離れた。シムコーはラファイエットの本隊が近づいていることを心配し、バトラーはシムコーの計略で騙されていたために、両軍は鉾を収めた。

## 戦いの後
シムコーは部隊の負傷兵に休戦旗を持たせて酒場に残し、ウィリアムズバーグに向かう道路を下り、約2マイル (3.2 km) 進んだ所でコーンウォリス本隊と合流した。大陸軍はタイアーのプランテーションにあったラファイエットの宿営地に撤退した。シムコーは酒場に戻り、負傷兵を回収できた。
シムコーは自軍の損失を戦死11名、負傷25名、大陸軍の損失を戦死9名、負傷14名、捕虜32名と報告した。ラファイエットは敵軍60名を殺害し100名を負傷させたと主張したが、コーンウォリスはイギリス軍の戦死負傷合わせて32名と主張した。コーンウォリスの挙げた数字は歴史家のフライアとドラコットが挙げたドイツ兵の損失を除いた数字と一致している。
戦場跡は現在のウィリアムズバーグ市にあるジェイムズシティ郡のフリーダム公園敷地内にある。公園が発行している資料には正確な戦場跡が記されているか明らかでない。

## バトラーについて
大陸軍の指揮官バトラーについて史料は異なった見解を示している。初期の歴史資料で、ベンソン・ロッシングはこの作戦初期にダニエル・モーガンの下についてもいたパーシバル・バトラーという者だったとしており、ヘンリー・ジョンストンはストーニーポイントの戦いでの英雄、リチャード・バトラーだとしている。近代の歴史資料では、フライアとドラコットがリチャードだとし、ブレンダン・モリセイはジョン・バトラーだとしている。ただしジョン・バトラーはロイヤリストなので明らかに誤りである。